# Válka s Mloky
Válka s Mloky je satirický sci-fi román Karla Čapka, napsaný roku 1935. Poprvé vyšel v letech 1935–1936 na pokračování v Lidových novinách, první knižní vydání vyšlo v roce 1936.
Čapek se při přípravě tohoto díla pravděpodobně nechal inspirovat objevem třetihorního velemloka druhu Andrias scheuchzeri.

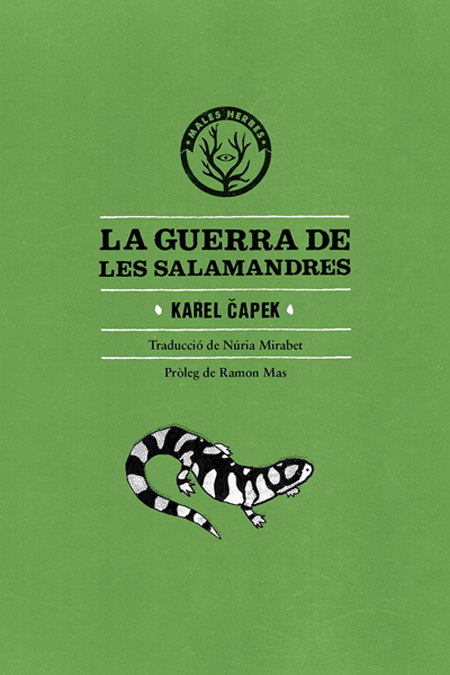
Válka s Mloky – vydání v katalánštině, 2015

## Děj

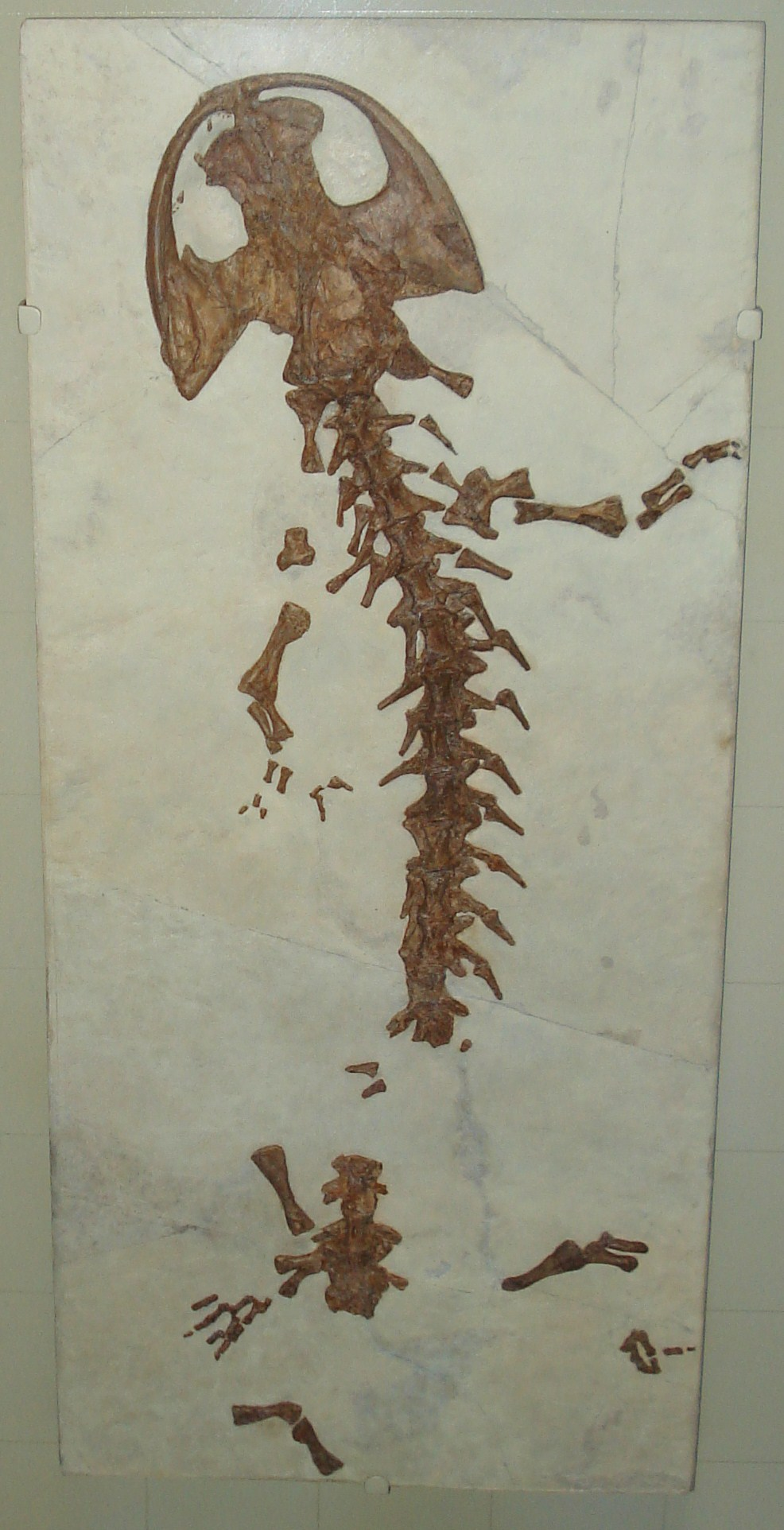
Reálná fosílie velemloka druhu Andrias Scheuchzeri, ze které Čapek pro své Mloky vycházel.

Kapitán Van Toch (původně Vantoch, českého původu) objeví na ostrově Tana Masa v Tichém oceánu podivné, inteligentní, v moři žijící tvory, podobné mlokům. Zahájí s nimi výměnný obchod: kapitán Van Toch dodá mlokům nože na obranu proti žralokům, kteří mločí populaci decimují, a mloci na oplátku budou nosit kapitánu Van Tochovi perly. Seznámí s tímto projektem svého známého z dětství, továrníka G. H. Bondyho, který začne mlokům dodávat i jiné potřeby. 
Kapitán Van Toch mezitím vysazuje mloky i na jiných ostrovech Tichého oceánu. Po smrti kapitána Van Tocha se začne s mloky obchodovat jako s levnou pracovní silou, jsou také podrobeni vědeckému výzkumu, z něhož vyjde najevo, že se jedná o druh Andrias scheuchzeri, miocenního mloka, u kterého se předpokládalo vyhynutí. 
Mloci se (za pomoci člověka) postupně vyvinou v tvory ještě inteligentnější. Jejich populace značně naroste, vzbouří se a začnou lidstvu vyhrožovat válkou, pokud jim nebude dovoleno rozbořit břehy pevnin a rozšířit tak svůj životní prostor – oblasti mělčin. 
Přestože od začátku příběhu je známo, že Mloci nemohou žít ve sladké vodě, v závěru knihy se první Mlok objeví i na Vltavě v Praze. Společně s ním vyplývá na hladinu také beznadějná situace lidského druhu.

## Výklad
Válka s Mloky je z hlediska tématu antiutopií, obávající se odlidštění společnosti. V textu je značné množství narážek na německý nacismus, s nímž Čapek hluboce nesouhlasil (např. „Zejména v Německu byla veškerá vivisekce (mloků) přísně zapovězena, ovšem jen židovským badatelům.“), celé dílo je možno vykládat jako alegorii na rozpínavost Třetí říše (teze o lebensraumu), ale také jako kritiku kolonialismu, rasové segregace, vykořisťování, chamtivosti a hlouposti Západu nebo i celého lidstva neschopného se kvůli prospěchářství sjednotit proti společnému nepříteli. Dalším tématem může být také kritika kapitalismu, ze kterého podle díla pramení i kořeny nacismu. Z důvodu kritiky mnoha ideologií, které podle díla brání lidstvu se vypořádat s reálnou hrozbou, může být kniha nahlížena jako předzvěst postmodernismu.

## Adaptace a inspirace
- 1958 – vznikla rozhlasová adaptace románu s Karlem Högerem, Janem Pivcem, Rudolfem Hrušínským, Františkem Filipovským a dalšími režírovaná Jiřím Horčičkou. V roce 2009 vyšla na 2CD ve vydavatelství Radioservis.[5]
- 1962 – Divadlo bratří Mrštíků v Brně uvedlo první divadelní adaptaci románu[6]
- 1963 – Divadlo na Vinohradech uvedlo adaptaci Pavla Kohouta v režii Jaroslava Dudka. Tato verze, aktualizovaná až k tehdejší současnosti se setkala s velkým úspěchem.[6]
- 1963 – Kohoutovu adaptaci uvedlo i Státní divadlo Ostrava, Státní divadlo Brno, divadlo Vítězného února Hradec Králové a Jihočeské divadlo České Budějovice[6]
- 1980 – Jiří Suchý se chystal napsat na námět románu hudební představení. Napsal texty deseti písniček (Byznys, Čerti moře, Kapitáni, Kuplet, Salamandr song, Star, Tana Masa, To je perla, kapitáne, To už je přece kapitál, Ty starý časy), které zhudebnil Václav Kašlík. Projekt se ale nerealizoval, texty písniček však vyšly knižně v Encyklopedii Jiřího Suchého, svazek 7, Písničky To–Ž, Karolinum a Pražská imaginace, Praha 2001: s. 89–99.
- 1989 – Jan Štěpánek adaptoval román jako komiks v časopise Kometa (č. 1).[7] Později se komiks dočkal samostatných reedic: ve zkrácené podobě v časopisu ABC,[8] 2014 jej vydala Zoologická zahrada hl. m. Prahy[8] a v roce 2018 nakladatelství CPRESS[9]
- 1995 – Naivní divadlo Liberec uvedlo vlastní adaptaci pro loutky a živé herce[6]
- 2009 – Národní divadlo moravskoslezské v Ostravě uvedlo adaptaci aktualizovanou až do tehdejší současnosti[6]
- 2011 –
  - Divadlo Tramtarie v Olomouci uvedlo další aktualizovanou adaptaci[6]
  - v tisku se objevovaly zprávy o připravovaném filmu Tomáše Krejčího[10]
- 2012 – divadlo Aqualung mělo premiéru vlastní úpravy; jinou verzi uvedlo Slovácké divadlo v Uherském Hradišti[6]
- 2013 – v lednu byla ve Státní opeře Praha uvedena opera Válka s mloky skladatele Vladimíra Franze.[11]
- V listopadu 2018 byla v pražském Divadle D21 [12] uvedena kabaretní adaptace Války s Mloky,[13] kterou pro D21 zdramatizoval David Košťák[14] a zrežíroval Jakub Šmíd[15].
- 2022 – Státní fond kinematografie podpořil projekt režiséra Aurela Klimta (má jít o kombinaci hraného a animovaného snímku).[16] Do kin by měl být uveden na konci roku 2026.[17]